# National Register of Historic Places in Florida

Karte der Countys von Florida und Verteilung der NRHP-Einträge

Diese Tabelle enthält alle Listen, in denen die Einträge im National Register of Historic Places in den 67 Countys des US-amerikanischen Bundesstaates Florida aufgeführt sind:

## Anzahl der Objekte und Distrikte nach County
|       | \| \| County \| Liste der Einträge in das NRHP im County \| Anzahl \| \| ----- \| ------------ \| ---------------------------------------- \| ------- \| \| 1 \| Alachua \| NRHP-Einträge im Alachua County \| 58 \| \| 2 \| Baker \| NRHP-Einträge im Baker County \| 4 \| \| 3 \| Bay \| NRHP-Einträge im Bay County \| 11 \| \| 4 \| Bradford \| NRHP-Einträge im Bradford County \| 3 \| \| 5 \| Brevard \| NRHP-Einträge im Brevard County \| 40 \| \| 6 \| Broward \| NRHP-Einträge im Broward County \| 36 \| \| 7 \| Calhoun \| NRHP-Einträge im Calhoun County \| 2 \| \| 8 \| Charlotte \| NRHP-Einträge im Charlotte County \| 17 \| \| 9 \| Citrus \| NRHP-Einträge im Citrus County \| 10 \| \| 10 \| Clay \| NRHP-Einträge im Clay County \| 23 \| \| 11 \| Collier \| NRHP-Einträge im Collier County \| 20 \| \| 12 \| Columbia \| NRHP-Einträge im Columbia County \| 11 \| \| 13 \| DeSoto \| NRHP-Einträge im De Soto County \| 5 \| \| 14 \| Dixie \| NRHP-Einträge im Dixie County \| 2 \| \| 15 \| Duval \| NRHP-Einträge im Duval County \| 92 \| \| 16 \| Escambia \| NRHP-Einträge im Escambia County \| 36 \| \| 17 \| Flagler \| NRHP-Einträge im Flagler County \| 8 \| \| 18 \| Franklin \| NRHP-Einträge im Franklin County \| 9 \| \| 19 \| Gadsden \| NRHP-Einträge im Gadsden County \| 16 \| \| 20 \| Gilchrist \| NRHP-Einträge im Gilchrist County \| 1 \| \| 21 \| Glades \| NRHP-Einträge im Glades County \| 3 \| \| 22 \| Gulf \| NRHP-Einträge im Gulf County \| 4 \| \| 23 \| Hamilton \| NRHP-Einträge im Hamilton County \| 5 \| \| 24 \| Hardee \| NRHP-Einträge im Hardee County \| 2 \| \| 25 \| Hendry \| NRHP-Einträge im Hendry County \| 11 \| \| 26 \| Hernando \| NRHP-Einträge im Hernando County \| 7 \| \| 27 \| Highlands \| NRHP-Einträge im Highlands County \| 14 \| \| 28 \| Hillsborough \| NRHP-Einträge im Hillsborough County \| 94 \| \| 29 \| Holmes \| NRHP-Einträge im Holmes County \| 1 \| \| 30 \| Indian River \| NRHP-Einträge im Indian River County \| 28 \| \| 31 \| Jackson \| NRHP-Einträge im Jackson County \| 1 \| \| 32 \| Jefferson \| NRHP-Einträge im Jefferson County \| 22 \| \| 33 \| Lafayette \| keine NRHP-Einträge \| – \| \| 34 \| Lake \| NRHP-Einträge im Lake County \| 31 \| \| 35 \| Lee \| NRHP-Einträge im Lee County \| 56 \| \| 36 \| Leon \| NRHP-Einträge im Leon County \| 65 \| \| 37 \| Levy \| NRHP-Einträge im Levy County \| 3 \| \| 38 \| Liberty \| NRHP-Einträge im Liberty County \| 3 \| \| 39 \| Madison \| NRHP-Einträge im Madison County \| 8 \| \| 40 \| Manatee \| NRHP-Einträge im Manatee County \| 31 \| \| 41 \| Marion \| NRHP-Einträge im Marion County \| 30 \| \| 42 \| Martin \| NRHP-Einträge im Martin County \| 13 \| \| 43 \| Miami-Dade \| NRHP-Einträge im Miami-Dade County \| 177 \| \| 44 \| Monroe \| NRHP-Einträge im Monroe County \| 55 \| \| 45 \| Nassau \| NRHP-Einträge im Nassau County \| 14 \| \| 46 \| Okaloosa \| NRHP-Einträge im Okaloosa County \| 8 \| \| 47 \| Okeechobee \| NRHP-Einträge im Okeechobee County \| 2 \| \| 48 \| Orange \| NRHP-Einträge im Orange County \| 52 \| \| 49 \| Osceola \| NRHP-Einträge im Osceola County \| 7 \| \| 50 \| Palm Beach \| NRHP-Einträge im Palm Beach County \| 70 \| \| 51 \| Pasco \| NRHP-Einträge im Pasco County \| 10 \| \| 52 \| Pinellas \| NRHP-Einträge im Pinellas County \| 67 \| \| 53 \| Polk \| NRHP-Einträge im Polk County \| 71 \| \| 54 \| Putnam \| NRHP-Einträge im Putnam County \| 16 \| \| 55 \| Santa Rosa \| NRHP-Einträge im Santa Rosa County \| 16 \| \| 56 \| Sarasota \| NRHP-Einträge im Sarasota County \| 93 \| \| 57 \| Seminole \| NRHP-Einträge im Seminole County \| 17 \| \| 58 \| St. Johns \| NRHP-Einträge im St. Johns County \| 48 \| \| 59 \| St. Lucie \| NRHP-Einträge im St. Lucie County \| 16 \| \| 60 \| Sumter \| NRHP-Einträge im Sumter County \| 2 \| \| 61 \| Suwannee \| NRHP-Einträge im Suwannee County \| 7 \| \| 62 \| Taylor \| NRHP-Einträge im Taylor County \| 3 \| \| 63 \| Union \| NRHP-Einträge im Union County \| 4 \| \| 64 \| Volusia \| NRHP-Einträge im Volusia County \| 103 \| \| 65 \| Wakulla \| NRHP-Einträge im Wakulla County \| 8 \| \| 66 \| Walton \| NRHP-Einträge im Walton County \| 5 \| \| 67 \| Washington \| NRHP-Einträge im Washington County \| 4 \| \| Summe \| Summe \| Summe \| 1.711 1 \| |                                          |         |
|       | County | Liste der Einträge in das NRHP im County | Anzahl  |
| 1     | Alachua | NRHP-Einträge im Alachua County          | 58      |
| 2     | Baker | NRHP-Einträge im Baker County            | 4       |
| 3     | Bay | NRHP-Einträge im Bay County              | 11      |
| 4     | Bradford | NRHP-Einträge im Bradford County         | 3       |
| 5     | Brevard | NRHP-Einträge im Brevard County          | 40      |
| 6     | Broward | NRHP-Einträge im Broward County          | 36      |
| 7     | Calhoun | NRHP-Einträge im Calhoun County          | 2       |
| 8     | Charlotte | NRHP-Einträge im Charlotte County        | 17      |
| 9     | Citrus | NRHP-Einträge im Citrus County           | 10      |
| 10    | Clay | NRHP-Einträge im Clay County             | 23      |
| 11    | Collier | NRHP-Einträge im Collier County          | 20      |
| 12    | Columbia | NRHP-Einträge im Columbia County         | 11      |
| 13    | DeSoto | NRHP-Einträge im De Soto County          | 5       |
| 14    | Dixie | NRHP-Einträge im Dixie County            | 2       |
| 15    | Duval | NRHP-Einträge im Duval County            | 92      |
| 16    | Escambia | NRHP-Einträge im Escambia County         | 36      |
| 17    | Flagler | NRHP-Einträge im Flagler County          | 8       |
| 18    | Franklin | NRHP-Einträge im Franklin County         | 9       |
| 19    | Gadsden | NRHP-Einträge im Gadsden County          | 16      |
| 20    | Gilchrist | NRHP-Einträge im Gilchrist County        | 1       |
| 21    | Glades | NRHP-Einträge im Glades County           | 3       |
| 22    | Gulf | NRHP-Einträge im Gulf County             | 4       |
| 23    | Hamilton | NRHP-Einträge im Hamilton County         | 5       |
| 24    | Hardee | NRHP-Einträge im Hardee County           | 2       |
| 25    | Hendry | NRHP-Einträge im Hendry County           | 11      |
| 26    | Hernando | NRHP-Einträge im Hernando County         | 7       |
| 27    | Highlands | NRHP-Einträge im Highlands County        | 14      |
| 28    | Hillsborough | NRHP-Einträge im Hillsborough County     | 94      |
| 29    | Holmes | NRHP-Einträge im Holmes County           | 1       |
| 30    | Indian River | NRHP-Einträge im Indian River County     | 28      |
| 31    | Jackson | NRHP-Einträge im Jackson County          | 1       |
| 32    | Jefferson | NRHP-Einträge im Jefferson County        | 22      |
| 33    | Lafayette | keine NRHP-Einträge                      | –       |
| 34    | Lake | NRHP-Einträge im Lake County             | 31      |
| 35    | Lee | NRHP-Einträge im Lee County              | 56      |
| 36    | Leon | NRHP-Einträge im Leon County             | 65      |
| 37    | Levy | NRHP-Einträge im Levy County             | 3       |
| 38    | Liberty | NRHP-Einträge im Liberty County          | 3       |
| 39    | Madison | NRHP-Einträge im Madison County          | 8       |
| 40    | Manatee | NRHP-Einträge im Manatee County          | 31      |
| 41    | Marion | NRHP-Einträge im Marion County           | 30      |
| 42    | Martin | NRHP-Einträge im Martin County           | 13      |
| 43    | Miami-Dade | NRHP-Einträge im Miami-Dade County       | 177     |
| 44    | Monroe | NRHP-Einträge im Monroe County           | 55      |
| 45    | Nassau | NRHP-Einträge im Nassau County           | 14      |
| 46    | Okaloosa | NRHP-Einträge im Okaloosa County         | 8       |
| 47    | Okeechobee | NRHP-Einträge im Okeechobee County       | 2       |
| 48    | Orange | NRHP-Einträge im Orange County           | 52      |
| 49    | Osceola | NRHP-Einträge im Osceola County          | 7       |
| 50    | Palm Beach | NRHP-Einträge im Palm Beach County       | 70      |
| 51    | Pasco | NRHP-Einträge im Pasco County            | 10      |
| 52    | Pinellas | NRHP-Einträge im Pinellas County         | 67      |
| 53    | Polk | NRHP-Einträge im Polk County             | 71      |
| 54    | Putnam | NRHP-Einträge im Putnam County           | 16      |
| 55    | Santa Rosa | NRHP-Einträge im Santa Rosa County       | 16      |
| 56    | Sarasota | NRHP-Einträge im Sarasota County         | 93      |
| 57    | Seminole | NRHP-Einträge im Seminole County         | 17      |
| 58    | St. Johns | NRHP-Einträge im St. Johns County        | 48      |
| 59    | St. Lucie | NRHP-Einträge im St. Lucie County        | 16      |
| 60    | Sumter | NRHP-Einträge im Sumter County           | 2       |
| 61    | Suwannee | NRHP-Einträge im Suwannee County         | 7       |
| 62    | Taylor | NRHP-Einträge im Taylor County           | 3       |
| 63    | Union | NRHP-Einträge im Union County            | 4       |
| 64    | Volusia | NRHP-Einträge im Volusia County          | 103     |
| 65    | Wakulla | NRHP-Einträge im Wakulla County          | 8       |
| 66    | Walton | NRHP-Einträge im Walton County           | 5       |
| 67    | Washington | NRHP-Einträge im Washington County       | 4       |
| Summe | Summe | Summe                                    | 1.711 1 |

Castillo de San Marcos.jpg 